# Protesta degli studenti cileni nel 2006
La protesta degli studenti cileni nel 2006 fu una serie di manifestazioni organizzate dagli studenti delle scuole secondarie del Cile che avvennero tra aprile e giugno del 2006, riprese poi tra settembre e ottobre dello stesso anno. La mobilitazione è conosciuta informalmente come Rivoluzione dei pinguini (Revolución de los pingüinos), nome tratto dall'uniforme tradizionale indossata negli istituti del paese sudamericano.
Si stima che più di 100 000 studenti appartenenti a oltre cento scuole del paese si mobilitarono il 26 maggio 2006, poco prima dello sciopero nazionale indetto per il 30 maggio.
La protesta degli studenti cileni del 2006 è stata la più grande protesta del giovanile nella storia del Cile: vi aderirono più di 600 000 studenti, superando così le proteste avvenute nel 1972 durante il governo di Salvador Allende. L'obiettivo era quello di contestare il progetto della Scuola Nazionale Unificata proposto da Salvador Allende e, successivamente, di contestare le politiche istruttive del regime militare.
Queste mobilitazioni riguardarono diverse rivendicazioni sollevate dagli studenti, tra cui:
- Abrogazione della Legge Organica Costituzionale di Insegnamento.
- Abrogazione del decreto 524, pubblicato l'11 maggio 1990, che regola i Centri di Alunni[3]
- Fine della municipalizzazione dell'insegnamento.
- Studio e riformulazione della Giornata Scolastica Completa, JEC.
- Gratuità della Prova di Selezione Universitaria, PSU.
- Pass scolastico gratuito e unificato.
- Trasporto gratuito per gli studenti della scuola media.

Il 1º giugno 2006 la presidente Michelle Bachelet si rivolse alla nazione tramite la televisione e la radio di stato, annunciando nuove misure per migliorare la qualità e l'accesso all'educazione, in modo da soddisfare i punti principali delle proteste e rispondere alla maggior parte delle domande degli studenti. Ciò nonostante, l'Assemblea Nazionale Studentesca rifiutò le proposte del governo e convocò un nuovo sciopero nazionale il 5 giugno. Dopo questo sciopero, il movimento perse forza e il 9 giugno gli studenti annunciarono la fine della principale ondata di mobilitazioni. Le mobilitazioni sarebbero in seguito riprese nei mesi successivi, seppur non con lo stesso successo.

## Antecedenti

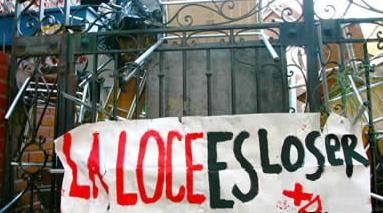
Cartello in un liceo occupato durante le proteste che
dice: «La LOCE è loser».

La Legge Organica Costituzionale di Insegnamento (legge 18962), oggetto di dibattito per sette lunghi anni e approvata dal Consiglio di Governo, fu promulgata il 7 marzo 1990 da parte del generale Augusto Pinochet e pubblicata il 10 marzo, un giorno prima della fine del regime militare. Nonostante diverse critiche, principalmente di studentesse e professori, ma anche di membri della coalizione di governo, la Concertazione si mantenne inalterata per più di 16 anni. La suddetta legge stabilisce, tra le altre norme, che il ruolo dello stato nell'educazione corrisponde soltanto a quella di un ente relatore e protettore, delegando la responsabilità di educare ad associazioni private, e riduce la partecipazione di gruppi di studenti e funzionari non-accademici nelle decisioni relative ai centri di educazione. Dall'altro lato, si dà una libertà quasi totale per lo stabilimento dei suddetti centri, esigendo requisiti minimi, e non vengono stabilite misure regolatrici di base: in sintesi, si permette la «libertà di educazione», dando la possibilità a enti privati di creare centri educativi sia primari sia universitari.
Durante gli anni '90 uno dei principali obiettivi che assunsero i governi della Concertazione fu la riforma educazionale, definita durante il governo di Eduardo Frei Ruiz-Tagle, di cui uno dei principali pilastri era la Giornata Scolastica Completa, JEC. Nonostante questo, durante l'ultimo decennio la qualità dell'educazione era calata a livelli preoccupanti, malgrado gli elevati investimenti che erano stati effettuati per l'educazione pubblica. D'altro canto, secondo alcuni studi, la JEC non fu inserita nella maniera corretta e non riuscì mai a ottenere gli effetti programmati.

Durante gli anni 2000 sorse un nuovo focolaio di lotta studentesca contro la situazione del trasporto scolastico e per ribaltare la Prova di Aptitud Académica, che motivò molti altri movimenti. Il più importante fu quello del 2001, noto come Mochilazo. Sebbene negli anni successivi si siano ottenuti accordi minori e si siano stabiliti tavoli di dialogo tra le varie centrali studentesche e il Ministero dell'Educazione, non si è mai riusciti a ottenere una soluzione definitiva circa la qualità dell'educazione.

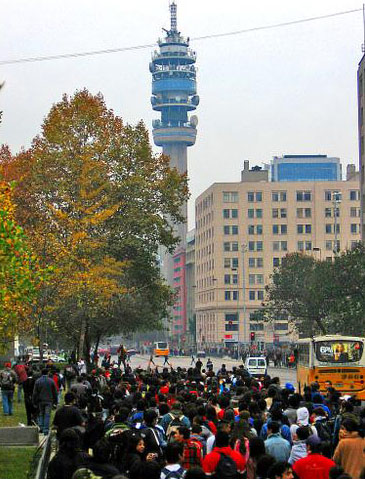
Marcia di studenti per il centro di Santiago.

## Sviluppo

### Le prime mobilitazioni
Durante il mese di aprile del 2006 gli annunci di una spinta nella riscossione della Prova di Selezione Universitaria, PSU, che durante il 2005 aveva raggiunto i $19 000 (pari a quasi USD 36 o € 30 dell'epoca) dovuto alle perdite che l'esercizio prendeva al Dipartimento di Valutazione, Misurazione e Registro Educacional, DEMRE, dipendente dell'Università del Cile, e del quale il pass della scuola soltanto poteva essere utilizzato due volte quotidianamente con l'applicazione del piano Transantiago (progetto di rinnovo del trasporto pubblico della capitale cilena), avviato il 10 febbraio del 2007, diverse scuole di Santiago parteciparono a delle marce lungo l'Alameda esigendo pass scolastici gratis e richiedendo la gratuità della PSU per i tre primi quintili.
Ciononostante, durante queste mobilitazioni iniziarono a realizzarsi atti violenti da parte dei manifestanti dato che il governo non li prendeva in considerazione, fatto che motivò l'intervento dei Carabineros, che trattennero 47 studenti e li colpirono col manganello durante tutto il tragitto verso il commissariato nella prima marcia, il 26 aprile.